# Theo Goossen
Theo J.M. Goossen (Bergh, 20 oktober 1917 - Heerlen, 6 februari 2000) was in de Tweede Wereldoorlog actief in de verzetsbeweging, voornamelijk onder het alias Harry van Benthum.
In 1939 wordt Goossen dienstplichtig militair en krijgt hij te maken met de nazidreiging. In het voorjaar van 1940 is Goossen sergeant-pelotoncommandant. Bij de start van de oorlog op 10 mei 1940 is hij ingedeeld bij de politietroepen en gelegerd in de cavaleriekazerne in Amsterdam. Zijn verzet tegen de bezetter begint al vrijwel direct. Hij ontsnapt uit gevangenschap in Amsterdam en wordt later ingedeeld bij de marechaussee te Susteren. Een ingediend ontslagverzoek wordt niet gehonoreerd omdat hij niet getrouwd is. Dan duikt hij onder en krijgt werk bij het Stikstof Bindings Bedrijf van de Staatsmijnen in Geleen. Na de mijnstaking in 1943 wordt hij gezocht en hij komt via omzwervingen langs Weert, Maarheeze, Achterhoek en Heerlen in Kerkrade terecht.
LO district Heerlen (LO-H18) is in oprichting en hij krijgt van kapelaan Berix de opdracht Rayon 5 (Kerkrade) op te richten. Dit gebeurt in het huis van Aalmoezenier Beel in de Niersprinkstraat.
In juni 1944 is de Sicherheitspolizei (SiPo) naar hem op zoek en duikt hij onder in Heerlen. Wiel Mingelers neemt Rayon 5 over.
Theo Goossen zet een eigen inlichtingendienst op (ID18) ter bescherming van de illegaliteit in het algemeen. Daarnaast verzamelde Goossens I.D. militaire inlichtingen, die onder meer afkomstig waren van medewerkers of repatrianten van de verzetsgroep Außenministerium. Het Außenministerium bestond uit studenten, zowel tewerkgestelden in Duitsland als veelal ondergedokenen in Nederland. Zij haalden studenten uit Duitsland naar Nederland terug. Zij hadden vooral in Limburg sterke banden met de Limburgse Onderduikorganisatie, die later deel ging uitmaken van de  LO. De Amerikanen boden Goossen na de bevrijding de gelegenheid zijn dienst uit te breiden tot geheel Limburg en een deel van Noord-Brabant.